# Музей города Мосул
Музей Мосула — исторический музей в Ираке, расположен в городе Мосул. Второй по величине музей в стране после Национального музея Ирака. Сильно пострадал в ходе иракской войны 2003 года и от рук боевиков Исламского государства в 2015 году.

## История
Музей был основан в 1952 году и первое время состоял из одного зала. В 1972 году было открыто новое здание, содержащее экспонаты ассирийского происхождения.
Во время иракской войны 2003 года музей сильно пострадал и был разграблен.
После войны музей находился на длительной реставрации и был закрыт для посетителей. При этом вся сохранившаяся коллекция находилась в помещениях музея.
В 2014 году боевики Исламского государства захватили музей и заявили, что содержащиеся в коллекции скульптуры нарушают законы шариата и должны быть уничтожены. 26 февраля 2015 года, на следующей день после сожжения книг из библиотек Мосула, боевики выпустили видео, в котором было показано уничтожение экспонатов музея и разрушение места археологических раскопок руин древнего города Нимруда. По их мнению, данные объекты способствуют идолопоклонству.